# Nekrolog 4. Quartal 1901
Nekrolog
◄◄
| ◄
| 1897
| 1898
| 1899
| 1900
| 1901 | 1902 | 1903 | 1904 | 1905 | ► | ►►
1. Quartal |
2. Quartal |
3. Quartal |
4. Quartal 1901
Weitere Ereignisse | Allgemeiner Nekrolog 1901
Die Beschreibung der verstorbenen Person sollte so kurz wie möglich gehalten sein und nur deren signifikante Tätigkeit(en) enthalten.
Neue Namen ggf. auch unter dem Geburts- und Sterbedatum, also etwa unter 1. Januar und im Geburts- und Sterbejahr (2024) eintragen (nur bei entsprechender großer Wichtigkeit). Für Beispiele siehe die schon vorhandenen Artikel.
Außerdem über die fünf zuletzt Verstorbenen, zu denen es einen ausreichend guten Artikel für eine Präsentation auf der Hauptseite gibt, nach der todesbedingten Überarbeitung der Artikel ggf. auch unter Wikipedia Diskussion:Hauptseite informieren und sie am besten auch in den anderen Wikipedia-Sprachversionen eintragen. Tipp: Regelmäßig bei news.google.de nach „ist tot“, „gestorben“ oder „verstorben“ suchen.
Wenn eine Person gestorben ist, gibt es viele Seiten zu dieser Person in der Wikipedia, die davon auch betroffen sind und entsprechend aktualisiert werden müssen. Beispiele: Namenübersichtsseite, Geburtsjahr, Geburtsort-Seiten und viele mehr.
Wie finde ich die betroffenen Seiten?
Im Suchfeld auf der linken Seite gibt man den Suchbegriff so ein: „Vorname Nachname“. Dann klickt man auf Volltext und alle Seiten mit entsprechendem Suchtext werden aufgerufen. Hier sieht man dann schnell, wo auch das Todesjahr Sinn macht oder sogar ein Teil des Artikels angepasst werden muss. Auch hilft das „Werkzeug“ auf der linken Seite sehr gut, um solche Seiten aufzufinden: „Links auf diese Seite“. Somit ist die Wikipedia wieder aktuell in allen Bereichen! Hinweis: bei Eintragung der Kategorie „Gestorben JAHR“ wird der Missbrauchsfilter 49 ausgelöst, was jedoch nicht schlimm ist. Siehe: Spezial:Missbrauchsfilter/49
Dies ist eine Liste von im vierten Quartal 1901 verstorbenen bekannten Persönlichkeiten. Die Einträge erfolgen innerhalb der einzelnen Daten alphabetisch sortiert. Tiere sind im Nekrolog für Tiere zu finden.

## Oktober
| Tag         | Name                             | Beruf, bekannt als                                                                               | Alter | Beleg |
| ----------- | -------------------------------- | ------------------------------------------------------------------------------------------------ | ----- | ----- |
| 1. Oktober  | Abdur Rahman Khan                | Emir von Afghanistan                                                                             |       |       |
| 2. Oktober  | Rudolph Koenig                   | deutscher Akustiker                                                                              | 68    |       |
| 2. Oktober  | Alfred von Rosenberg-Lipinsky    | deutscher Richter und Parlamentarier                                                             | 77    |       |
| 2. Oktober  | Andreas Weber                    | deutscher Gartenbauer                                                                            | 69    |       |
| 3. Oktober  | Friedrich Back                   | deutscher Schuldirektor und Heimatforscher                                                       | 68    |       |
| 3. Oktober  | Charles B. Benedict              | US-amerikanischer Politiker                                                                      | 73    |       |
| 3. Oktober  | Edwin Johnson                    | englischer Historiker und Bibelforscher                                                          | 58    |       |
| 3. Oktober  | Kurt von Sanden                  | deutscher Rittergutsbesitzer, Jurist und Politiker                                               | 58    |       |
| 3. Oktober  | Daniel Wirth-Sand                | Schweizer Unternehmer, Eisenbahnpionier und Politiker                                            | 85    |       |
| 4. Oktober  | Luis Álvarez Catalá              | spanischer Maler                                                                                 | 65    |       |
| 4. Oktober  | Franz Wilhelm Ross               | deutscher Maurermeister                                                                          | 63    |       |
| 4. Oktober  | Georg Sibbern                    | norwegischer Diplomat und Politiker                                                              | 85    |       |
| 5. Oktober  | Heinrich Grütering               | deutscher Jurist und Politiker (Zentrum), MdR                                                    | 66    |       |
| 5. Oktober  | Ludwig Heinrich Röchling         | deutscher Gutsbesitzer und Politiker                                                             | 62    |       |
| 6. Oktober  | Benjamin T. Eames                | US-amerikanischer Politiker                                                                      | 83    |       |
| 6. Oktober  | Joseph Maximilian von Maillinger | bayerischer General der Infanterie und Kriegsminister                                            | 81    |       |
| 6. Oktober  | Charles Henry Stanley            | US-amerikanischer Schachspieler                                                                  | 82    |       |
| 7. Oktober  | Theodor Frommer                  | deutscher Jurist und Parlamentarier                                                              |       |       |
| 9. Oktober  | Marie-Françoise Bernard          | französische Anti-Vivisektionistin                                                               | 82    |       |
| 9. Oktober  | Robert Hartig                    | deutscher Forstbotaniker, Pflanzenpathologe und Mykologe                                         | 62    |       |
| 9. Oktober  | Sigmund von Henle                | deutscher Jurist und bayerischer Politiker                                                       | 80    |       |
| 10. Oktober | Lorenzo Snow                     | 5. Präsident der Kirche Jesu Christi der Heiligen der Letzten Tage                               | 87    |       |
| 11. Oktober | Hedwig Haberkern                 | deutsche Autorin und Lehrerin                                                                    | 64    |       |
| 11. Oktober | Robert F. Ligon                  | US-amerikanischer Politiker                                                                      | 77    |       |
| 12. Oktober | Matthew Gault Emery              | US-amerikanischer Politiker                                                                      | 83    |       |
| 12. Oktober | Georg Kaibel                     | deutscher klassischer Philologe                                                                  | 51    |       |
| 12. Oktober | Wilhelm Pelargus                 | Erzgießer in Stuttgart                                                                           | 81    |       |
| 12. Oktober | Friedrich Roeber                 | deutscher Schriftsteller                                                                         | 82    |       |
| 14. Oktober | Marcel Nencki                    | polnischer Mediziner und Chemiker                                                                | 54    |       |
| 15. Oktober | Ida Seele                        | deutsche Kindergärtnerin des Fröbelkindergartens                                                 | 76    |       |
| 17. Oktober | Michał Bałucki                   | polnischer Schriftsteller                                                                        | 64    |       |
| 18. Oktober | Adolf Hanser                     | deutscher Architekt, Fachschullehrer und badischer Baubeamter                                    | 43    |       |
| 18. Oktober | Karl Fürst Lichnowsky            | deutscher Politiker, MdR                                                                         | 81    |       |
| 18. Oktober | August Malmström                 | schwedischer Maler des Symbolismus und Professor an der Königlichen Kunsthochschule in Stockholm | 72    |       |
| 18. Oktober | John Sargent Pillsbury           | US-amerikanischer Politiker                                                                      | 73    |       |
| 18. Oktober | Albert Winkler                   | deutscher Architekt                                                                              | 47    |       |
| 19. Oktober | Wilhelm Lepenau                  | deutscher Industrieller                                                                          | 63    |       |
| 19. Oktober | Max Maercker                     | deutscher Agrikulturchemiker                                                                     | 58    |       |
| 19. Oktober | Carl Frederik Tietgen            | dänischer Bankier und Industrieller                                                              | 72    |       |
| 20. Oktober | Ludwig Bickell                   | deutscher Jurist, Fotograf und Denkmalpfleger                                                    | 63    |       |
| 20. Oktober | Karl Bürkli                      | Schweizer Frühsozialist                                                                          | 78    |       |
| 20. Oktober | Thomas Charles Fuller            | US-amerikanischer Jurist und Politiker                                                           | 69    |       |
| 20. Oktober | Archibald Levin Smith            | britischer Jurist                                                                                | 65    |       |
| 21. Oktober | Rómulo Betancourt y Torres       | mexikanischer Geistlicher, Bischof von Campeche                                                  | 43    |       |
| 21. Oktober | Friedrich Preller der Jüngere    | deutscher Landschafts- und Marinemaler                                                           | 63    |       |
| 21. Oktober | Wilhelm Reuling                  | deutscher Jurist                                                                                 | 64    |       |
| 21. Oktober | Josef Tüshaus                    | deutscher Maler und Bildhauer                                                                    | 50    |       |
| 21. Oktober | James A. Walker                  | US-amerikanischer Politiker                                                                      | 69    |       |
| 23. Oktober | Friedrich Alfred Klemm           | deutscher Kaufmann und Politiker, MdR                                                            | 46    |       |
| 23. Oktober | Georg von Siemens                | deutscher Bankier und Politiker (NLP, DFP, FVg), MdR                                             | 62    |       |
| 24. Oktober | George Thomas Barnes             | US-amerikanischer Politiker                                                                      | 68    |       |
| 24. Oktober | James Hart                       | schottisch-amerikanischer Maler                                                                  | 73    |       |
| 25. Oktober | Richard Cohnheim                 | deutscher Manager, Unternehmer und Politiker, MdHB                                               | 58    |       |
| 25. Oktober | Gustav Johannsen                 | Lehrer, Zeitungsherausgeber und Politiker, MdR                                                   | 61    |       |
| 26. Oktober | Philibert Léon Couturier         | französischer Porträt- und Tiermaler                                                             | 78    |       |
| 26. Oktober | Arthur König                     | deutscher Physiker                                                                               | 45    |       |
| 26. Oktober | Josiah Turner junior             | US-amerikanischer Jurist, Zeitungsmann und Politiker                                             | 79    |       |
| 26. Oktober | Alfred Tysoe                     | britischer Leichtathlet                                                                          | 27    |       |
| 27. Oktober | Carl Karlweis                    | österreichischer Autor                                                                           | 50    |       |
| 27. Oktober | Ignaz Liebhardt                  | österreichischer Theaterschauspieler, -direktor und Schriftsteller                               | 51    |       |
| 27. Oktober | Franz Xaver von Riedmüller       | deutscher Landschaftsmaler                                                                       | 72    |       |
| 28. Oktober | Paul Rée                         | deutscher Philosoph, Empirist                                                                    | 51    |       |
| 28. Oktober | Karl August Schuchardt           | deutscher Chirurg                                                                                | 45    |       |
| 29. Oktober | Werner von Bergen                | deutscher Botschafter                                                                            | 62    |       |
| 29. Oktober | Leon Czolgosz                    | US-amerikanischer Arbeiter und anarchistischer Aktivist polnischer Herkunft, Attentäter          | 28    |       |
| 29. Oktober | Sidney Dean                      | US-amerikanischer Politiker                                                                      | 82    |       |
| 29. Oktober | Oskar Erckens                    | deutscher Unternehmer                                                                            | 77    |       |
| 29. Oktober | Henry Baldwin Harrison           | US-amerikanischer Anwalt, Politiker und Gouverneur von Connecticut                               | 80    |       |
| 29. Oktober | Ferdinand Moser                  | österreichischer römisch-katholischer Ordenspriester, Propst von St. Florian, und Politiker      | 73    |       |
| 30. Oktober | Hermann Gerhard Cordes           | deutscher Fabrikant und Erfinder                                                                 | 76    |       |
| 30. Oktober | Eugen Holtzmann                  | deutscher Unternehmer und Politiker (NLP), MdR                                                   | 53    |       |
| 30. Oktober | Bruno Schönlank                  | deutscher Journalist und Politiker (SPD), MdR                                                    | 42    |       |
| 31. Oktober | Fidelis Graf                     | deutscher Jurist und Politiker (Zentrum), MdR                                                    | 74    |       |
| 31. Oktober | Ludwig Korodi                    | deutscher Philologe; Abgeordneter im Ungarischen Reichstag                                       | 67    |       |
| 31. Oktober | Julien Leclercq                  | französischer Dichter und Kunstkritiker                                                          | 36    |       |
| 31. Oktober | Frederik Christian Lund          | dänischer Genre- und Porträtmaler                                                                | 75    |       |
| 31. Oktober | Theodor Thieme                   | deutscher Lithograph und Maler                                                                   | 78    |       |

## November
| Tag          | Name                                  | Beruf, bekannt als                                                                           | Alter | Beleg |
| ------------ | ------------------------------------- | -------------------------------------------------------------------------------------------- | ----- | ----- |
| 1. November  | John Paul                             | US-amerikanischer Jurist und Politiker                                                       | 62    |       |
| 3. November  | Heinrich Grave                        | österreichischer Zivilingenieur und Paläontologe                                             | 69    |       |
| 5. November  | Anthony Eickhoff                      | deutsch-amerikanischer Journalist, Anwalt und Politiker                                      | 74    |       |
| 6. November  | Kate Greenaway                        | englische Aquarellmalerin und Illustratorin von Kinderbüchern                                | 55    |       |
| 6. November  | Georg von Heydebrand und der Lasa     | deutscher Verwaltungsbeamter                                                                 | 48    |       |
| 7. November  | Li Hongzhang                          | chinesischer General, der mehrere größere Rebellionen beendete, Staatsmann der Qing-Dynastie | 78    |       |
| 8. November  | James Agnew                           | australischer Politiker, Premierminister von Tasmanien                                       | 86    |       |
| 9. November  | Halil Rıfat Pascha                    | osmanischer Staatsmann und Großwesir                                                         |       |       |
| 9. November  | Carl Arend Friedrich Wiegmann         | deutscher Malakologe                                                                         | 65    |       |
| 12. November | Hugh R. Belknap                       | US-amerikanischer Politiker                                                                  | 41    |       |
| 12. November | Rollin M. Daggett                     | US-amerikanischer Politiker                                                                  | 70    |       |
| 12. November | Max Eschenhagen                       | deutscher Erdmagnetiker                                                                      | 43    |       |
| 12. November | Johann Baptist Gaudy                  | Schweizer Kaufmann, Bankier und Politiker                                                    | 70    |       |
| 12. November | Adolf Lehr                            | deutscher Verbandsgeschäftsführer und Politiker (NLP), MdR                                   | 61    |       |
| 13. November | Karl Theodor Reinhold                 | deutscher Politiker (NLP) und Staatswissenschaftler, MdR                                     | 52    |       |
| 13. November | Gustav Schmidt                        | deutscher Zuckerfabrikant und Kaufmann                                                       | 57    |       |
| 13. November | Emil Weiglin                          | deutscher Geiger und Konzertmeister                                                          | 60    |       |
| 14. November | Robert Parlow                         | deutscher Marinemaler                                                                        | 66    |       |
| 14. November | Oskar von Weiß                        | deutscher Verwaltungsbeamter und Rittergutsbesitzer                                          | 63    |       |
| 14. November | Peter Zirbes                          | deutscher fahrender Sänger                                                                   | 76    |       |
| 15. November | Genaro Codina                         | mexikanischer Komponist und Musiker                                                          | 49    |       |
| 15. November | Ernst Zimmermann                      | deutscher Maler                                                                              | 49    |       |
| 16. November | Martin Blumner                        | deutscher Komponist und Musiktheoretiker                                                     | 73    |       |
| 16. November | Arthur Hood, 1. Baron Hood of Avalon  | Admiral der britischen Royal Navy                                                            | 77    |       |
| 16. November | Sebastian Georg Schäffer              | deutscher katholischer Geistlicher und Generalpräses des Internationalen Kolpingwerkes       | 73    |       |
| 17. November | Franz Lindt                           | Schweizer Politiker                                                                          | 57    |       |
| 18. November | Auguste Hyrtl                         | deutsche Schriftstellerin                                                                    | 83    |       |
| 18. November | Josef Edmund Jörg                     | deutscher Politiker (Zentrum), MdR                                                           | 81    |       |
| 19. November | Alexander Barthel                     | deutscher Theaterschauspieler                                                                |       |       |
| 20. November | Ludwig Aegidi                         | deutscher Dichterjurist, Hochschullehrer und Politiker                                       | 76    |       |
| 20. November | Ferdinand Adalbert Junker von Langegg | österreichischer Mediziner                                                                   | 73    |       |
| 20. November | Louis Muraton                         | französischer Maler                                                                          | 51    |       |
| 20. November | Johann von Radinger                   | österreichischer Maschinenbauingenieur                                                       | 59    |       |
| 21. November | Adolf Brecher                         | deutscher Pädagoge und Historiker                                                            | 65    |       |
| 21. November | Julius Reinhard                       | deutscher Maschinenbauer und Politiker                                                       | 68    |       |
| 22. November | Otto von Bülow                        | deutscher Diplomat                                                                           | 73    |       |
| 22. November | Paul von Hatzfeldt                    | deutscher Beamter im auswärtigen Dienst                                                      | 70    |       |
| 22. November | Alexander Onufrijewitsch Kowalewski   | russischer Zoologe                                                                           | 61    |       |
| 22. November | Vasile Alexandrescu Urechia           | rumänischer Politiker, Schriftsteller, Historiker, Romanist, Hispanist und Rumänist          | 67    |       |
| 23. November | Cella Thoma                           | deutsche Malerin                                                                             | 43    |       |
| 24. November | Carl Eduard Cramer                    | Schweizer Botaniker                                                                          | 70    |       |
| 24. November | Eduard Hager                          | deutscher Fabrikant und Unternehmer                                                          | 53    |       |
| 24. November | Carl von Liebermeister                | deutscher Internist                                                                          | 68    |       |
| 24. November | John Owen                             | britischer Schachspieler                                                                     | 74    |       |
| 24. November | Heinrich Urban                        | deutscher Komponist, Geiger und Musikpädagoge                                                | 64    |       |
| 25. November | Friedrich Dorn                        | Maler                                                                                        | 40    |       |
| 25. November | Franz Emil Anton Haldy                | Geheimer Kommerzienrat, Kommunalpolitiker und Industrieller                                  | 75    |       |
| 25. November | Hermann Löhlein                       | deutscher Gynäkologe und Hochschullehrer                                                     | 54    |       |
| 25. November | Josef Gabriel Rheinberger             | liechtensteinischer Komponist                                                                | 62    |       |
| 26. November | Cäsar Olearius                        | deutscher Politiker                                                                          | 80    |       |
| 26. November | Gottfried Schenker                    | österreichischer Unternehmer Schweizer Herkunft                                              | 59    |       |
| 27. November | Alexander Dorn                        | deutscher Komponist der Romantik                                                             | 68    |       |
| 27. November | Carl Hieronymus Euler                 | schweizerisch-brasilianischer Vogelsammler und Ornithologe                                   |       |       |
| 28. November | Karl von Barton gen. von Stedman      | preußischer Generalmajor                                                                     | 56    |       |
| 28. November | Heinrich Gottfried Philipp Gengler    | deutscher Rechtshistoriker                                                                   | 84    |       |
| 28. November | Ernst Reinhold Schmidt                | deutscher Lehrer, der 1848 nach Pennsylvania emigrierte                                      | 82    |       |
| 28. November | William Hugh Young                    | Brigadegeneral des Heeres der Konföderierten Staaten von Amerika im Sezessionskrieg          | 63    |       |
| 29. November | Francisco Pi i Margall                | spanischer Schriftsteller und Politiker                                                      | 77    |       |
| 29. November | Davis Hanson Waite                    | US-amerikanischer Politiker                                                                  | 76    |       |
| 30. August   | Adolf Buff                            | deutscher Erzieher und Archivar                                                              | 62    |       |
| 30. November | Edward John Eyre                      | australischer Forschungsreisender                                                            | 86    |       |
| 30. November | Franz Eyssenhardt                     | deutscher Altphilologe                                                                       | 63    |       |
| 30. November | Wilhelm Gommelshausen                 | deutscher katholischer Pfarrer und Politiker                                                 | 86    |       |
| 30. November | Friedrich von Langhans                | deutscher Jurist                                                                             | 61    |       |
| 30. November | William Randolph Steele               | US-amerikanischer Politiker                                                                  | 59    |       |
| 30. November | Ferdinand Heinrich Hermann Strecker   | US-amerikanischer Entomologe                                                                 | 65    |       |
| 30. November | Albrecht Weber                        | deutscher Sanskritist und Historiker                                                         | 76    |       |

## Dezember
| Tag          | Name                                    | Beruf, bekannt als                                                                    | Alter | Beleg |
| ------------ | --------------------------------------- | ------------------------------------------------------------------------------------- | ----- | ----- |
| 2. Dezember  | Calvin Willard Gilfillan                | US-amerikanischer Politiker                                                           | 69    |       |
| 2. Dezember  | Friedrich Müller                        | deutscher Jurist und Politiker (FVp), MdR                                             | 56    |       |
| 2. Dezember  | Jakob Müller                            | Schweizer Politiker (FDP)                                                             | 59    |       |
| 3. Dezember  | Paul-Félix Arsène Billard               | französischer römisch-katholischer Geistlicher, Bischof von Carcassonne               | 72    |       |
| 3. Dezember  | Isaac Newton Evans                      | US-amerikanischer Politiker                                                           | 74    |       |
| 3. Dezember  | Bonaventura Frigola i Frigola           | katalanischer Komponist, Violinist und Kapellmeister                                  | 72    |       |
| 3. Dezember  | Theodor von Lerber                      | Schweizer Pädagoge und Schulgründer                                                   | 78    |       |
| 3. Dezember  | Lionel de Nicéville                     | englischer Schmetterlingskundler, Kurator am indischen Museum in Kalkutta             |       |       |
| 3. Dezember  | Paul Wernher                            | preußischer Generalleutnant                                                           | 62    |       |
| 4. Dezember  | Otto Friedmann                          | österreichischer Jurist und Hochschullehrer                                           | 41    |       |
| 4. Dezember  | Henry Settegast                         | deutscher Pflanzenbauwissenschaftler                                                  | 48    |       |
| 5. Dezember  | Heinrich Ludwig Frische                 | deutscher Landschaftsmaler                                                            | 70    |       |
| 5. Dezember  | Elias John Wilkinson Gibb               | schottischer Orientalist                                                              | 44    |       |
| 5. Dezember  | Édouard Grenier                         | französischer Diplomat und Schriftsteller                                             | 82    |       |
| 5. Dezember  | Karl von Hegel                          | deutscher Historiker                                                                  | 88    |       |
| 5. Dezember  | Robert Moser                            | Schweizer Architekt                                                                   | 68    |       |
| 6. Dezember  | Anton Braunbehrens                      | deutscher Reichsgerichtsrat                                                           | 61    |       |
| 6. Dezember  | Bertha Wehnert-Beckmann                 | deutsche Fotografin                                                                   | 86    |       |
| 7. Dezember  | Andreas Müller                          | deutscher Maler und Illustrator                                                       | 70    |       |
| 8. Dezember  | Max Richard                             | französischer Unternehmer und Politiker                                               | 83    |       |
| 9. Dezember  | Eduard Aly                              | deutscher Schriftsteller                                                              | 46    |       |
| 9. Dezember  | Auguste Arens von Braunrasch            | deutsche Schriftstellerin                                                             | 77    |       |
| 9. Dezember  | Erwin Heinrich Bauer                    | baltendeutscher Schriftsteller und Journalist                                         | 44    |       |
| 9. Dezember  | August de Laspée                        | deutscher Künstler                                                                    | 85    |       |
| 9. Dezember  | Ludwig Schütz                           | deutscher katholischer Priester                                                       | 63    |       |
| 10. Dezember | Pierre-Isaac Joly                       | Schweizer Politiker (FDP-Liberale)                                                    | 82    |       |
| 10. Dezember | Paul Viktor Niemeyer                    | Gartenarchitekt und Gartendirektor der Stadt Magdeburg                                | 74    |       |
| 11. Dezember | Wilhelm Bogusławski                     | polnischer Jurist, Historiker und Autor                                               |       |       |
| 11. Dezember | Friedrich Leopold von Fürstenberg       | deutscher Rittergutsbesitzer und Politiker                                            | 73    |       |
| 12. Dezember | Bernhard Bößneck                        | deutscher Politiker und Unternehmer                                                   | 52    |       |
| 12. Dezember | Louis Eugène Dupont                     | Schweizer Ingenieur, Politiker und Diplomat                                           | 62    |       |
| 12. Dezember | Hermann Robolsky                        | deutscher Schriftsteller und Publizist                                                | 79    |       |
| 12. Dezember | Franz Xaver von Zottmann                | deutscher Bischof der Wolgadeutschen in Saratow                                       | 75    |       |
| 13. Dezember | Johann Diepenbrock                      | ostfriesischer Orgelbauer                                                             | 46    |       |
| 13. Dezember | Leopold Wackarž                         | österreichischer Abt                                                                  | 91    |       |
| 14. Dezember | Adolf Müller junior                     | österreichisch-ungarischer Komponist                                                  | 62    |       |
| 14. Dezember | David P. Thompson                       | US-amerikanischer Politiker                                                           | 67    |       |
| 15. Dezember | Hermann Deecke                          | deutscher Kaufmann und Senator der Stadt Lübeck                                       | 58    |       |
| 15. Dezember | Elias Álvares Lôbo                      | brasilianischer Komponist                                                             | 67    |       |
| 15. Dezember | John Swinton                            | US-amerikanischer Journalist                                                          | 72    |       |
| 15. Dezember | Gerhard Uhlhorn                         | evangelisch-lutherischer Theologe und Abt des Klosters Loccum                         | 75    |       |
| 16. Dezember | Karl Friedrich Biltz                    | deutscher Literaturwissenschaftler, Dramatiker, Theaterkritiker                       | 71    |       |
| 16. Dezember | Francis de Winton                       | britischer Soldat und Kolonialadministrator                                           | 66    |       |
| 16. Dezember | Heinrich Düntzer                        | deutscher Philologe und Literarhistoriker                                             | 88    |       |
| 16. Dezember | William Gregory                         | US-amerikanischer Politiker                                                           | 52    |       |
| 17. Dezember | Christian Gaab                          | deutscher Schreiner; Ehrenbürger von Wiesbaden                                        | 73    |       |
| 17. Dezember | Edvard Holm Johannesen                  | norwegischer Eismeerfahrer und Entdecker                                              |       |       |
| 17. Dezember | Josep Manyanet i Vives                  | spanischer Schulpriester Ordensgründer und Heiliger                                   | 68    |       |
| 19. Dezember | Hugo von Landsberg-Steinfurt            | preußischer Verwaltungsbeamter                                                        | 69    |       |
| 20. Dezember | Carl Hiekisch                           | deutscher Geograph und Ethnologe                                                      | 61    |       |
| 20. Dezember | Eduard Klein                            | deutscher Bergwerksdirektor und Politiker (NLP), MdR                                  | 64    |       |
| 21. Dezember | Adolf Bayersdorfer                      | deutscher Kunsthistoriker und Schachkomponist                                         | 59    |       |
| 22. Dezember | Tord Tamerlan Teodor Thorell            | schwedischer Arachnologe                                                              | 71    |       |
| 23. Dezember | Jean-Charles d’Abbadie d’Arrast         | französischer Politiker                                                               | 80    |       |
| 23. Dezember | Jane Cunningham Croly                   | US-amerikanische Journalistin                                                         | 72    |       |
| 23. Dezember | Edward Onslow Ford                      | britischer Bildhauer                                                                  | 49    |       |
| 23. Dezember | Joseph Henry Gilbert                    | britischer Agrikulturchemiker                                                         | 84    |       |
| 23. Dezember | Conrad Schick                           | deutscher Architekt, Archäologe und protestantischer Missionar in Jerusalem           | 79    |       |
| 23. Dezember | Wilhelm Spies                           | Reichsgerichtsrat und Justizminister in Braunschweig                                  | 71    |       |
| 23. Dezember | Anna Stang                              | norwegische Frauenrechtlerin, Politikerin                                             | 67    |       |
| 24. Dezember | Lew Iwanowitsch Iwanow                  | russischer Tänzer, Lehrer, Choreograf und Ballettmeister                              | 67    |       |
| 24. Dezember | Clarence King                           | US-amerikanischer Geologe                                                             | 59    |       |
| 26. Dezember | Vincenc Brandl                          | mährischer Landesarchivar, Historiker und Quelleneditor                               | 67    |       |
| 26. Dezember | Joseph Noel Paton                       | schottischer Künstler                                                                 | 80    |       |
| 26. Dezember | John Rogers                             | US-amerikanischer Politiker                                                           | 63    |       |
| 27. Dezember | Louis De Clercq                         | französischer Industrieller, Forschungsreisender, Fotograf und Parlamentsabgeordneter | 65    |       |
| 27. Dezember | Hermann Gottlieb Friedrich Hartmann     | deutscher Arzt, Lehrer und Schriftsteller                                             | 75    |       |
| 27. Dezember | Conrad Fredrik von der Lippe            | norwegischer Architekt                                                                | 68    |       |
| 27. Dezember | William Joyce Sewell                    | US-amerikanischer Politiker                                                           | 66    |       |
| 28. Dezember | Franz Xaver Kraus                       | deutscher Kunst- und Kirchenhistoriker                                                | 61    |       |
| 28. Dezember | Hermann Lutter                          | deutscher Paukist, Militär- und Königlicher Kammermusiker                             | 54    |       |
| 28. Dezember | Hugo von Perger                         | österreichischer Chemiker und Hochschullehrer                                         | 57    |       |
| 30. Dezember | William H. H. Cowles                    | US-amerikanischer Politiker                                                           | 61    |       |
| 30. Dezember | Constantin Maria von Droste zu Hülshoff | deutscher Franziskaner                                                                | 60    |       |
| 30. Dezember | John Quincy Smith                       | US-amerikanischer Politiker                                                           | 77    |       |
| 31. Dezember | Max Adamo                               | deutscher Historienmaler                                                              | 64    |       |
| 31. Dezember | Hugo Pernice                            | deutscher Professor für Geburtshilfe und Gynäkologie in Greifswald                    | 72    |       |
| 31. Dezember | Karl Senestrey                          | deutscher Jurist und Politiker (Zentrum), MdR                                         | 81    |       |